# Eudorylas kaszabi
Eudorylas kaszabi är en tvåvingeart som beskrevs av Kozanek 1992. Eudorylas kaszabi ingår i släktet Eudorylas och familjen ögonflugor.
Artens utbredningsområde är Mongoliet. Inga underarter finns listade i Catalogue of Life.